# Sandan (distrikt)
Sandan är ett distrikt i Kambodja.   Det ligger i provinsen Kompong Thom, i den centrala delen av landet, 180 km norr om huvudstaden Phnom Penh.